# Афанасьево (Вязниковский район)
Афанасьево — деревня в Вязниковском районе Владимирской области России, входит в состав Паустовского сельского поселения.

## География
Деревня расположена в 6 км на север от центра поселения деревни Паустово и в 11 км на юг от города Вязники.

## История
В конце XIX — начале XX века деревня входила в состав Нагуевской волости Вязниковского уезда, с 1926 года — в составе Вязниковской волости. В 1859 году в деревне числилось 33 двора, в 1905 году — 49 дворов, в 1926 году — 60 дворов.
С 1929 года деревня входила в состав Сергеевского сельсовета Вязниковского района, с 1940 года — в составе Вязниковского сельсовета, с 1954 года — в составе Федурниковского сельсовета, с 1965 года — в составе Паустовского сельсовета, с 1968 года — в составе Пролетарского сельсовета, с 2001 года — в составе Нововязниковского сельского округа, с 2005 года — в составе Паустовского сельского поселения.

## Население
| 1859 | 1905 | 1926 | 2002 | 2010 | 2021 |
| ---- | ---- | ---- | ---- | ---- | ---- |
| 260  | ↗381 | ↗382 | ↘73  | ↘67  | ↗69  |

## Известные жители
- Миронов, Степан Антиохович (1903—1958) — председатель Кустанайского облисполкома (1938—1940).
- Ермилов, Василий Алексеевич (1914—2000) — футболист, нападающий, тренер.